# Cristian Castro en Primera fila: Día 2
Cristian Castro en Primera fila: Día 2 es el segundo álbum en vivo del cantante mexicano Cristian Castro y continuación del disco En Primera fila - Día 1. Fue grabado en noviembre de 2012 y publicado el 1 de abril de 2014 por Sony Music Latin. Producido por Paul Forat, Matt Rolling y Áureo Baqueiro.

## Información del álbum
Al igual que su antecesor, este disco grabado en vivo recoge temas inéditos, nuevas versiones de éxitos anteriores y duetos con otros artistas de fama internacional, como por ejemplo la colaboración de Benny Ibarra en el clásico "No podrás" y de Jorge Celedon y Jimmy Zambrano en "Lloran las rosas", esta vez versionado a ritmo de vallenato. 
Cabe destacar el esfuerzo del mexicano por abrirse a otros mercados, incorporando temas de origen argentino e italiano como "La Llave" y "Sei Tu" respectivamente.
El tema "Déjame conmigo", compuesto por Mario Domm, integrante de Camila, se lanzó como promocional del disco, y su videoclip se publicó el 14 de febrero de 2014.

## Lista de canciones
| N.º | Título                                                  | Escritor(es)                                        | Duración |  |
| 1.  | «Lloviendo estrellas»                                   | Alejandro Montalban, Eduardo Reyes                  | 4:17     |  |
| 2.  | «Déjame conmigo (Inédita)»                              | Mario Alberto Domínguez-Zarzar                      | 4:06     |  |
| 3.  | «Primero el amor (Inédita)»                             | Áureo Baqueiro, Salvador Rizo                       | 4:07     |  |
| 4.  | «Por amarte así»                                        | Alejandro Montalban, Eduardo Reyes                  | 4:16     |  |
| 5.  | «Caballito de mar (Inédita)»                            | Lazcano Malo                                        | 4:34     |  |
| 6.  | «No podrás feat. Benny Ibarra»                          | Alejandro Zepeda, Peter Skrabak                     | 4:09     |  |
| 7.  | «La llave (Inédita)»                                    | Abel Pintos; Fredy Hernández                        | 4:19     |  |
| 8.  | «Cuando me miras así»                                   | Adrián Garibotti, Marc Martin Arraez, Santi Maspons | 3:41     |  |
| 9.  | «Sei tu (Inédita)»                                      | Alberto Salerno, Claudio Mattone                    | 4:52     |  |
| 10. | «Inconsolable (Inédita)»                                | Claudia Brant, Noel Schajris                        | 4:16     |  |
| 11. | «Diez mil lágrimas»                                     | Alejandro Zepeda, Ignacio Cibrian                   | 3:40     |  |
| 12. | «Con tu amor»                                           | Daniel García, Manuel José Mario Schajris           | 3:30     |  |
| 13. | «Lloran las rosas feat. Jorge Celedon y Jimmy Zambrano» | Alfredo Matheus Diez                                | 4:26     |  |

- Datos: Q30904047